# Remparts romains de Soissons
Les remparts romains de Soissons sont les vestiges antiques de remparts de l'ancienne cité romaine Augusta Suessionum, devenue la ville de Soissons, dans le département français de Aisne.

## Historique
Les remparts datent de la fin du IIIe siècle, et sont postérieurs à la cité de d'Augusta Suessionum, elle même fondée au Ier siècle. Alors, ville ouverte, Augusta Suessionum est recentré sur un castrum d'environ 12 ou 13 hectares au bord de l'Aisne, délimité par les remparts. La cité étant un centre de commandement, les murs servaient à protéger ce centre militaire face aux menaces barbares au nord de la Gaule, ainsi qu'une fabrique d'armes, attestée au IVe siècle.
La portion de rempart romain situé dans l'ancien évêché est classé au titre des monuments historiques par arrêté du 12 juillet 1886.

## Description

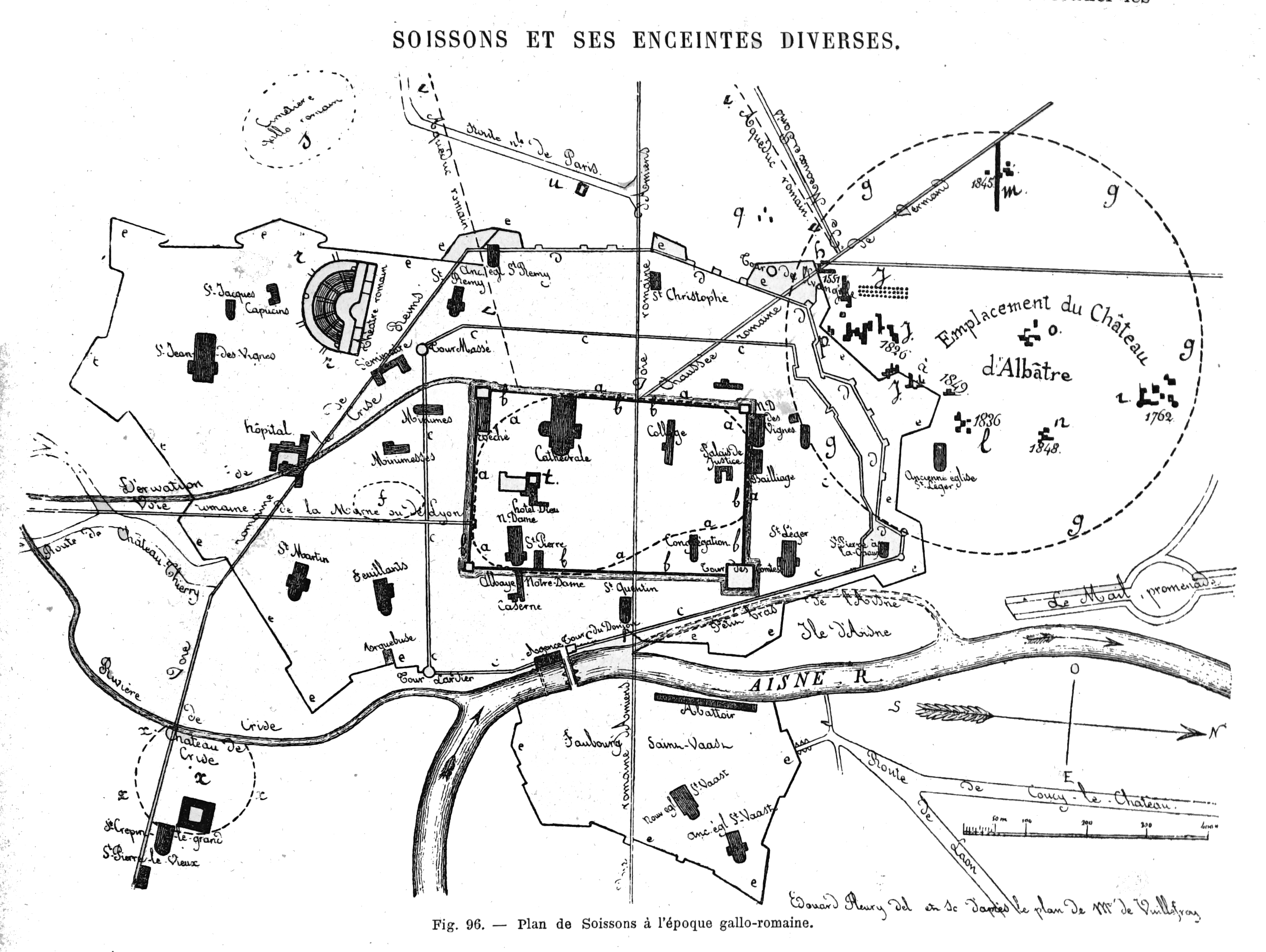
Plan de Soissons à l'époque gallo-romaine. Le tracé rectangulaire des remparts est visible au centre.

Les remparts suivent un tracé rectangulaires de 300 mètres sur 400 mètres environ, étaient bordées de fossés, rythmées par des tours carrées et percées de portes. La longueur totale des remparts étaient donc d'environ 1500 mètres et atteignait par endroit une largeur de 70 mètres, fossés inclus. Les murs étaient constitués de lits de pierres calcaires posés sur des blocs en ré-emploi de monuments publics et religieux.